# TSV Hannover-Burgdorf
TSV Hannover-Burgdorf er en håndboldklub i Hannover og Burgdorf, som spiller i den tyske Bundesliga. Klubben blev stiftet i 1922.